# Piero Magni Aviazione
La Piero Magni Aviazione SA fu un'azienda aeronautica italiana fondata nel 1919 dall'imprenditore ed ingegnere aeronautico Piero Magni.
L'azienda che aveva sede a Milano in via Comelico 8, aveva le officine presso il Campo di aviazione di Taliedo.
La produzione fu incentrata su aeroplani dalla raffinata tecnologia, prototipi atti a sperimentare intuizioni dello stesso Magni, applicando sui propri modelli soluzioni come le superfici ad angolo di incidenza variabile, brevetto del 1922, o l'anello Magni, brevettato nel 1925.

## Produzione
| Anno | Modello                | Caratteristiche                                                                |
| ---- | ---------------------- | ------------------------------------------------------------------------------ |
| 1924 | P.M.1 Vittoria, N.C.1  | Primo velivolo con puntoni portanti e freni aerodinamici                       |
| 1925 | P.M.2 Vittoria, N.C.2. |                                                                                |
| 1933 | P.M.3 Vale             | Due esemplari costruiti, con motore Farina T.58 radiale a 5 cilindri da 130 CV |
| 1937 | P.M.3-4 Vale           | Evoluzione del P.M.3 Vale                                                      |
| 1939 | P.M.4 Supervale        | Progetto mai costruito                                                         |

### Annotazioni
1. ↑  Citata anche, secondo fonti dell'epoca, Piero Magni-Aviazione o Piero Magni aviazione (in Esposizione dell'Aeronautica Italiana).

### Fonti
1. 1 2  Gray e Bridgman 1972 (1938), p. 185c.
2. ↑  (EN) piero magni | magni vittoria | ooooo ooo | 1925 | 0566 |, su flightglobal.com, Flight Archive, 3 settembre 1925.